# Opština Brus

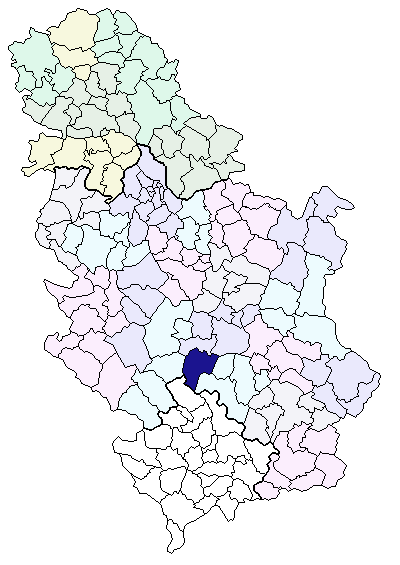
Lage innerhalb Serbiens

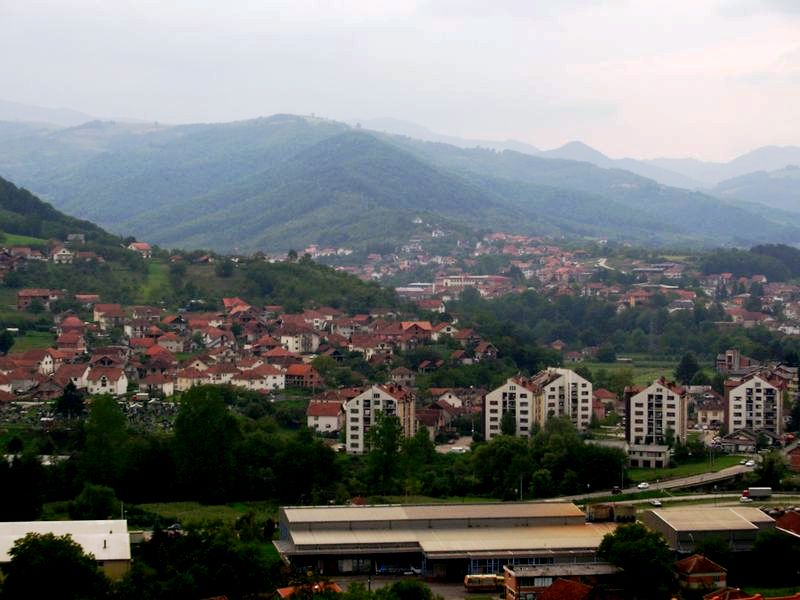
Blick über die Opština

Die Opština Brus (serbisch-kyrillisch Брус) ist eine Opština (Samtgemeinde) im Zentralserbien mit dem Verwaltungssitz in Brus.
Die Gemeinde gehört zum Okrug Rasina und hat etwa 18.750 Einwohner. Einige bekannte Klöster, Milentija aus dem 14. und Lepenac aus dem 15. Jahrhundert, liegen in der Gemeinde.

## Gemeinde
| - Batote - Belo Polje - Blaževo - Bogiše - Boranci - Botunja - Bozoljin - Brđani - Brzeće - Brus - Budilovina - Čokotar - Domiševina - Donje Leviće - Donji Lipovac | - Drenova - Drtevci - Dupci - Đerekari - Gornje Leviće - Gornji Lipovac - Grad - Gradac - Graševci - Igroš - Iričići - Kneževo - Kobilje - Kovizla - Kovioci | - Kočine - Kriva Reka - Lepenac - Livađe - Mala Vrbnica - Mala Grabovnica - Milentija - Osredci - Paljevštica - Ravni - Ravnište - Radmanovo - Radunje - Razbojna - Ribari | - Šošiće - Stanulovići - Strojinci - Sudimlja - Tršanovci - Velika Grabovnica - Vitoše - Vlajkovci - Zlatari - Žarevo - Žilinci - Žiljci - Žunje |